# Карабас-Барабас
Караба́с-Бараба́с (Карабас Барабас в первых публикациях) — главный антагонист сказки А. Н. Толстого «Золотой ключик, или Приключения Буратино», владелец кукольного театра.

## Внешность и характер
Карабас-Барабас — мужчина пожилого возраста, суровый и страшный на вид, жадный и злобный по характеру. Имеет огромный рот и носит очень длинную бороду, которая достаёт до земли. Карабас-Барабас может при ходьбе случайно наступить на свою же бороду и, чтобы этого не случалось, засовывает конец бороды в карман своей одежды. По роду занятий — хозяин кукольного театра. Также известен под таким прозвищем, как «синьор Карабас-Барабас, ближайший друг Тарабарского короля». Автор в описании персонажа упоминает звание «доктор кукольных наук» без уточнения того, кто и за что присвоил это звание.

## Литературный прототип

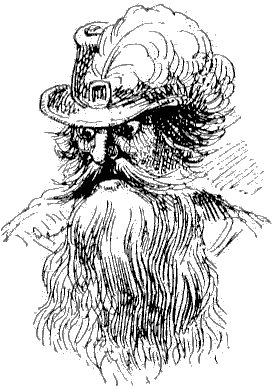
Манджафоко на иллюстрации Энрико Мадзанти в первом отдельном издании «Приключений Пиноккио» (1883)

В повести-сказке Карло Коллоди «Приключения Пиноккио», ставшей прототипом сказки о Буратино, фигурирует суровый и страшный на вид, но весьма добрый хозяин кукольного театра по имени Манджафоко (итал. Mangiafuoco, дословно Пожиратель огня), однако его роль в сюжете менее существенна. В диснеевском мультфильме «Пиноккио» его имя было заменено на Стромболи (Stromboli), а характер приобрёл явно отрицательные черты.
Для имени персонажа Алексей Толстой скорее всего обыграл на свой лад реальную итальянскую фамилию Carrabba (откуда название популярной в США сети итальянских ресторанов Carrabba's) и итальянское же слово barbuto («бородатый»).
Также существует версия[кто?], что имя «Барабас» — это «Варавва» (Barabas); в пьесе Кристофера Марло «Мальтийский еврей» такое имя носит богатый, жадный и жестокий протагонист.

## Жизненный прототип
Сразу после публикации сказки в 1936 году многие догадывались, что под кукольным театром скрывается аллюзия на Государственный театр имени Вс. Мейерхольда (ГосТиМ), а под жестоким и деспотичным директором и владельцем Карабасом-Барабасом — сам Всеволод Мейерхольд.
Талантливый режиссёр и создатель биомеханики, Мейерхольд имел репутацию жёсткого и даже деспотичного руководителя, добивавшегося от актёров послушности и точности марионеток. Нередко актёры бежали из его театра, не выдержав нагрузок и рабочей атмосферы — как куклы, бежавшие в конце концов из театра Карабаса-Барабаса и открывшие свой театр, где они будут сами себе хозяевами.
В отличие от Карабаса-Барабаса, Всеволод Мейерхольд не приходил на репетиции с плёткой-семихвосткой, а длинной бороды у него не было. Однако после революции Мейерхольд обзавёлся маузером в кобуре, которую, садясь за стол на репетициях, клал перед собой. Тогда же он начал носить длинный шарф, концы которого свисали до земли. Чтобы ненароком не наступить на эти концы, Мейерхольд засовывал их в карман пиджака — как Карабас-Барабас свою бороду.
Все эти моменты были обыграны Толстым в сказке и прозрачны для знающих ситуацию читателей. Кроме того, такие читатели знали, что одним из псевдонимов Мейерхольда был «доктор Дапертутто» (отсюда название театра в Пензе). Поэтому итальянский «доктор кукольных наук» становился полностью очевидной аллюзией.

## Воплощения на экране

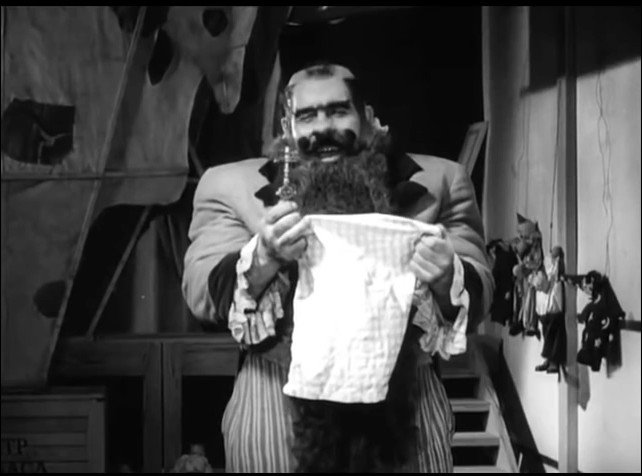
Карабас-Барабас в исполнении Александра Щагина, 1939

На экране Карабаса-Барабаса увидели уже через три года после первой публикации сказки. В чёрно-белом фильме «Золотой ключик» (1939) его роль исполнил Александр Щагин.
В двухсерийном фильме-мюзикле «Приключения Буратино» (1975) роль Карабаса-Барабаса исполнил Владимир Этуш.